# Indianapolis 500 in 1978
De 62e Indianapolis 500 werd gereden op zondag 28 mei 1978 op de Indianapolis Motor Speedway. Amerikaans coureur Al Unser won de race voor de derde keer in zijn carrière.

## Startgrid
| Rij | Binnen            | Midden          | Buiten          |
| --- | ----------------- | --------------- | --------------- |
| 1   | Tom Sneva         | Danny Ongais    | Rick Mears      |
| 2   | Johnny Rutherford | Al Unser        | Gordon Johncock |
| 3   | Wally Dallenbach  | Johnny Parsons  | Larry Dickson   |
| 4   | Dick Simon        | Roger McCluskey | Sheldon Kinser  |
| 5   | Steve Krisiloff   | Tom Bagley      | Janet Guthrie   |
| 6   | Spike Gelhausen   | John Malher     | Tom Bigelow     |
| 7   | Bobby Unser       | A.J. Foyt       | Pancho Carter   |
| 8   | Salt Walther      | George Snider   | Joe Saldana     |
| 9   | Mike Mosley       | Jim McElreath   | Cliff Hucul     |
| 10  | Jerry Karl        | Phil Treshie    | Larry Rice      |
| 11  | Gary Bettenhausen | Jerry Sneva     | Mario Andretti  |

## Race
| #                                                                                | Coureur           | Auto                  | Ronden | Opgave     |
| -------------------------------------------------------------------------------- | ----------------- | --------------------- | ------ | ---------- |
| 1                                                                                | Al Unser          | Lola-Cosworth         | 200    |            |
| 2                                                                                | Tom Sneva         | Penske-Cosworth       | 200    |            |
| 3                                                                                | Gordon Johncock   | Wildcat-DGS           | 199    |            |
| 4                                                                                | Steve Krisiloff   | Wildcat-DGS           | 198    |            |
| 5                                                                                | Wally Dallenbach  | McLaren-Cosworth      | 195    |            |
| 6                                                                                | Bobby Unser       | Eagle-Cosworth        | 195    |            |
| 7                                                                                | A.J. Foyt         | Coyote-Foyt           | 191    |            |
| 8                                                                                | George Snider     | Coyote-Foyt           | 191    |            |
| 9                                                                                | Janet Guthrie     | Wildcat-DGS           | 190    |            |
| 10                                                                               | Johnny Parsons    | Lightning-Offenhauser | 186    |            |
| 11                                                                               | Larry Rice (R)    | Lightning-Offenhauser | 186    | Mechanisch |
| 12                                                                               | Mario Andretti    | Penske-Cosworth       | 185    |            |
| 13                                                                               | Johnny Rutherford | McLaren-Cosworth      | 180    |            |
| 14                                                                               | Jerry Karl        | McLaren-Offenhauser   | 176    |            |
| 15                                                                               | Joe Saldana (R)   | Eagle-Offenhauser     | 173    |            |
| 16                                                                               | Gary Bettenhausen | Kingfish-Offenhauser  | 147    | Mechanisch |
| 17                                                                               | Mike Mosley       | Lightning-Offenhauser | 146    | Mechanisch |
| 18                                                                               | Danny Ongais      | Parnelli-Cosworth     | 145    | Mechanisch |
| 19                                                                               | Dick Simon        | Lightning-Offenhauser | 138    | Mechanisch |
| 20                                                                               | Jim McElreath     | Vollstedt-Offenhauser | 132    | Mechanisch |
| 21                                                                               | Tom Bigelow       | Wildcat-DGS           | 107    | Mechanisch |
| 22                                                                               | Larry Dickson     | Penske-Cosworth       | 104    | Mechanisch |
| 23                                                                               | Rick Mears (R)    | Penske-Cosworth       | 103    | Mechanisch |
| 24                                                                               | Pancho Carter     | Lightning-Cosworth    | 92     | Mechanisch |
| 25                                                                               | Roger McCluskey   | Eagle-AMC             | 82     | Mechanisch |
| 26                                                                               | John Malher       | Eagle-Offenhauser     | 58     | Mechanisch |
| 27                                                                               | Tom Bagley (R)    | Watson-Offenhauser    | 25     | Mechanisch |
| 28                                                                               | Salt Walther      | McLaren-Cosworth      | 24     | Mechanisch |
| 29                                                                               | Spike Gelhausen   | Eagle-Offenhauser     | 23     | Ongeval    |
| 30                                                                               | Phil Threshie (R) | Lightning-Offenhauser | 22     | Mechanisch |
| 31                                                                               | Jerry Sneva       | McLaren-Offenhauser   | 18     | Mechanisch |
| 32                                                                               | Sheldon Kinser    | Watson-Offenhauser    | 15     | Mechanisch |
| 33                                                                               | Cliff Hucul       | McLaren-Offenhauser   | 4      | Mechanisch |
| Gemiddelde snelheid : 259,689 km/h - Snelste Ronde : Mario Andretti, 312,09 km/h |                   |                       |        |            |